# Wojciech Odalski
Wojciech Odalski (ur. w 1951 r.) – polski bokser amatorski, dwukrotny brązowy medalista mistrzostw Polski (1977, 1978) oraz zwycięzca turnieju im. Feliksa Stamma (1977) w kategorii papierowej.

## Kariera amatorska
Pierwszy sukces na amatorskich ringach osiągnął w  1972 roku, zostając wicemistrzem Polski juniorów w kategorii muszej.
W 1973 roku brał udział w mistrzostwach Polski seniorów, startując w kategorii papierowej. W 1/8 finału pokonał go Janusz Misiak. W swoim drugim starcie na mistrzostwach Polski w roku 1975 udział zakończył na 1/8 finalu po punktowej porażce z Jerzym Dominikiem.
Pierwszy medal na mistrzostwach Polski zdobył w roku 1977, startując w kategorii papierowej. W półfinale przegrał z Henrykiem Pielesiakiem, zdobywając brązowy medal. Sukces powtórzył w roku 1978, przegrywając ponownie w półfinale z Henrykiem Pielesiakiem.
W 1977 roku został zwycięzcą turnieju im. Feliksa Stamma. W finale pokonał na punkty (3:2) Zbigniewa Ciotę.